# Kiskutas
Kiskutas község Zala vármegyében, a Zalaegerszegi járásban.

## Fekvése
Zalaegerszegtől 8 kilométerre északnyugatra helyezkedik el, főutcája a megyeszékhelytől Andrásfáig vezető 7404-es út.

## Története
A település nevét 1211-ben II. András magyar király határjárási oklevele említette először, amikor a király a Gébárt nevű várföldet Fábiánnak és Vincének adta, mely nyugat és észak felől az ő Kutas és Lovászi nevű ősi földjeikkel volt határos. Fábiánnak három fia: Krejnik, Androcinus, és Máté 1264-ben osztoztak meg  Kutason, Aracsán és Lovásziban levő birtokaikon.
1364-ben a Kutasi család tagjai Kutasi Kálóz fia, Pál fia János és fia Kálóz megegyeztek kutasi birtokaikkal kapcsolatban.
1371-ben Ákos mester és fiai Kutasiként vannak említve. Ákos fia László 1386-ban kelt végrendeletében Kutas felét a feleségére hagyta, míg másik felét unokahugának, Sárának, Mikcs özvegyének hagyta. Ekkortájt említtették először Nagykutas néven a Mikcs özvegye birtokában lévő Kutast, ahol 1412-ben Éberhárd püspöknek is volt 11 jobbágya. Míg a másik Kutas, a mai Kiskutas és Kálócfa az 1386-os végrendelet szerint Kutasi László halála után annak özvegyéé lett. Ettől kezdve említették külön Nagykutast és Kiskutast. Nevét az írásos emlékekben 1439-től olvashatjuk Kyskuthus alakban.

## Közélete

### Polgármesterei
| Időszak   | Név             | Jelölő szervezet |
| --------- | --------------- | ---------------- |
| 1990–1994 | Tóth József     | független        |
| 1994–1998 | Tóth József     | független        |
| 1998–2002 | Tóth József     | független        |
| 2002–2006 | Id. Tóth József | független        |
| 2006–2010 | Halász Gábor    | független        |
| 2010–2014 | Halász Gábor    | független        |
| 2014–2019 | Halász Gábor    | független        |
| 2019–2024 | Halász Gábor    | független        |
| 2024–     | Halász Gábor    | független        |

## Népesség
A település népességének változása:
| Lakosok száma | 171  | 167  | 211  | 175  | 197  | 189  | 190  |
|               | 2013 | 2014 | 2015 | 2021 | 2022 | 2023 | 2024 |

A 2011-es népszámlálás idején a nemzetiségi megoszlás a következő volt: magyar 98,9%. A lakosok 70,1%-a római katolikusnak, 4,2% reformátusnak, 2,6% evangélikusnak, 7,8% felekezeten kívülinek vallotta magát (14,6% nem nyilatkozott).
2022-ben a lakosság 90,4%-a vallotta magát magyarnak, 1,5% németnek, 4,1% egyéb, nem hazai nemzetiségűnek (9,1% nem nyilatkozott; a kettős identitások miatt a végösszeg nagyobb lehet 100%-nál). Vallásuk szerint 41,6% volt római katolikus, 1,5% evangélikus, 0,5% református, 2,5% egyéb keresztény, 9,6% felekezeten kívüli (44,2% nem válaszolt).

## Nevezetességek
- Barokk kúria - 1753-ban épült, a kálócfapusztai falurészben található.